# Шашечница Феба
Шашечница Феба, или шашечница феба (лат. Melitaea phoebe) — вид дневных бабочек рода Шашечницы (Melitaea) семейства Нимфалиды (Nymphalidae).

## Распространение
Вид распространён по всему палеарктическому региону, за исключением самых северных территорий.

## Описание
Размах крыльев 34—50 мм. Бабочки летают с апреля по сентябрь, в зависимости от места обитания.

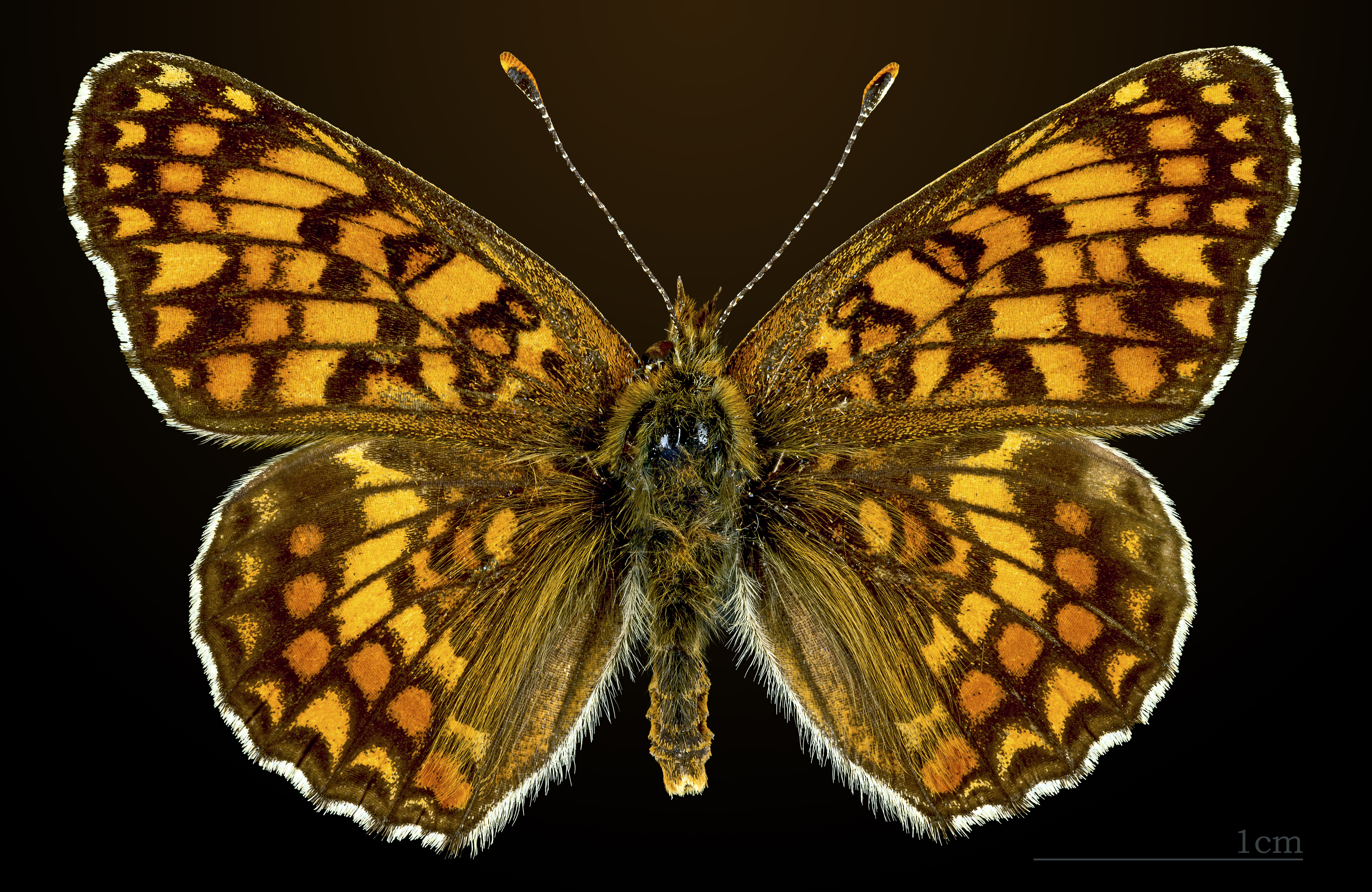
♂
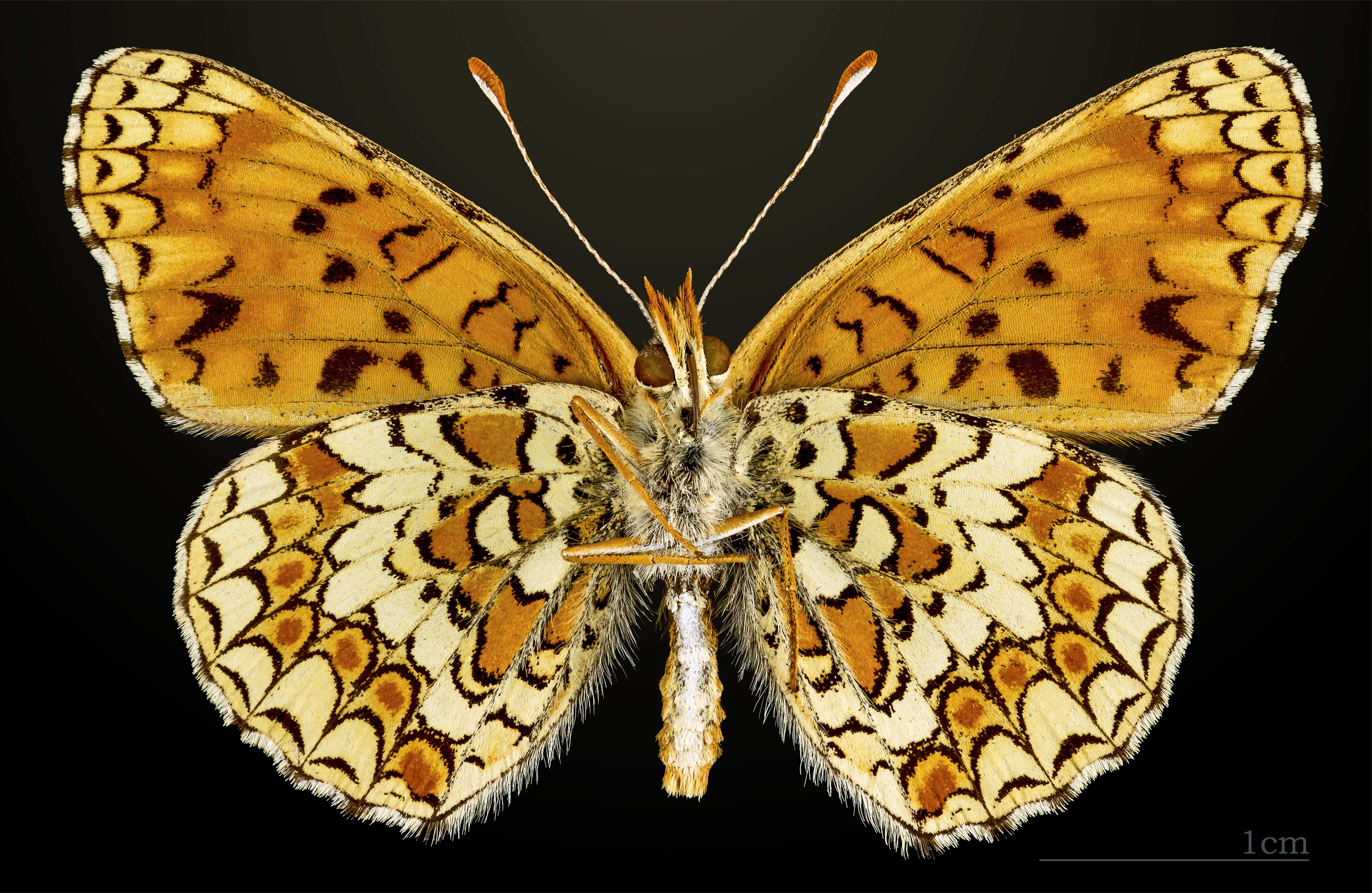
♂ △
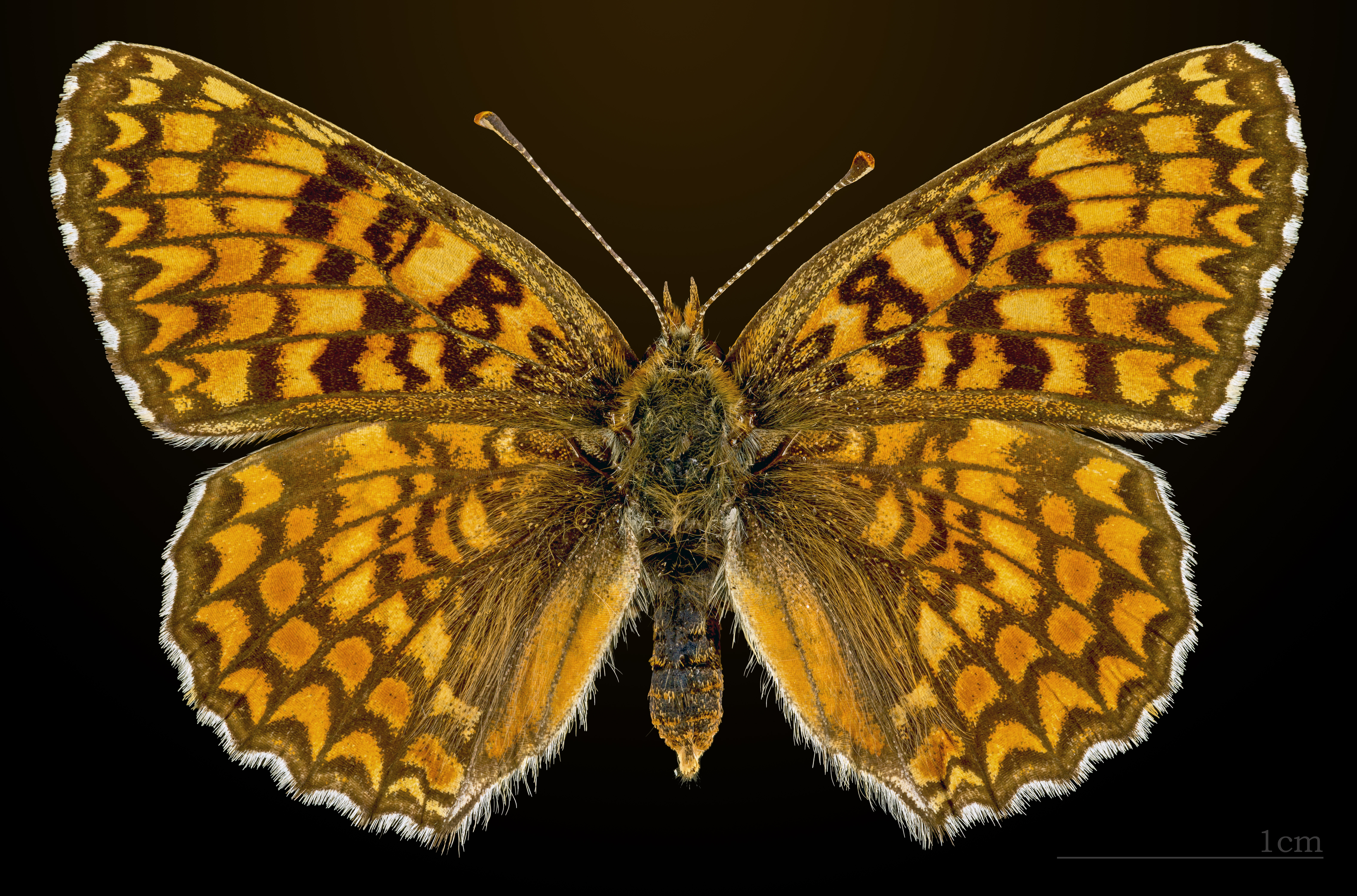
♀
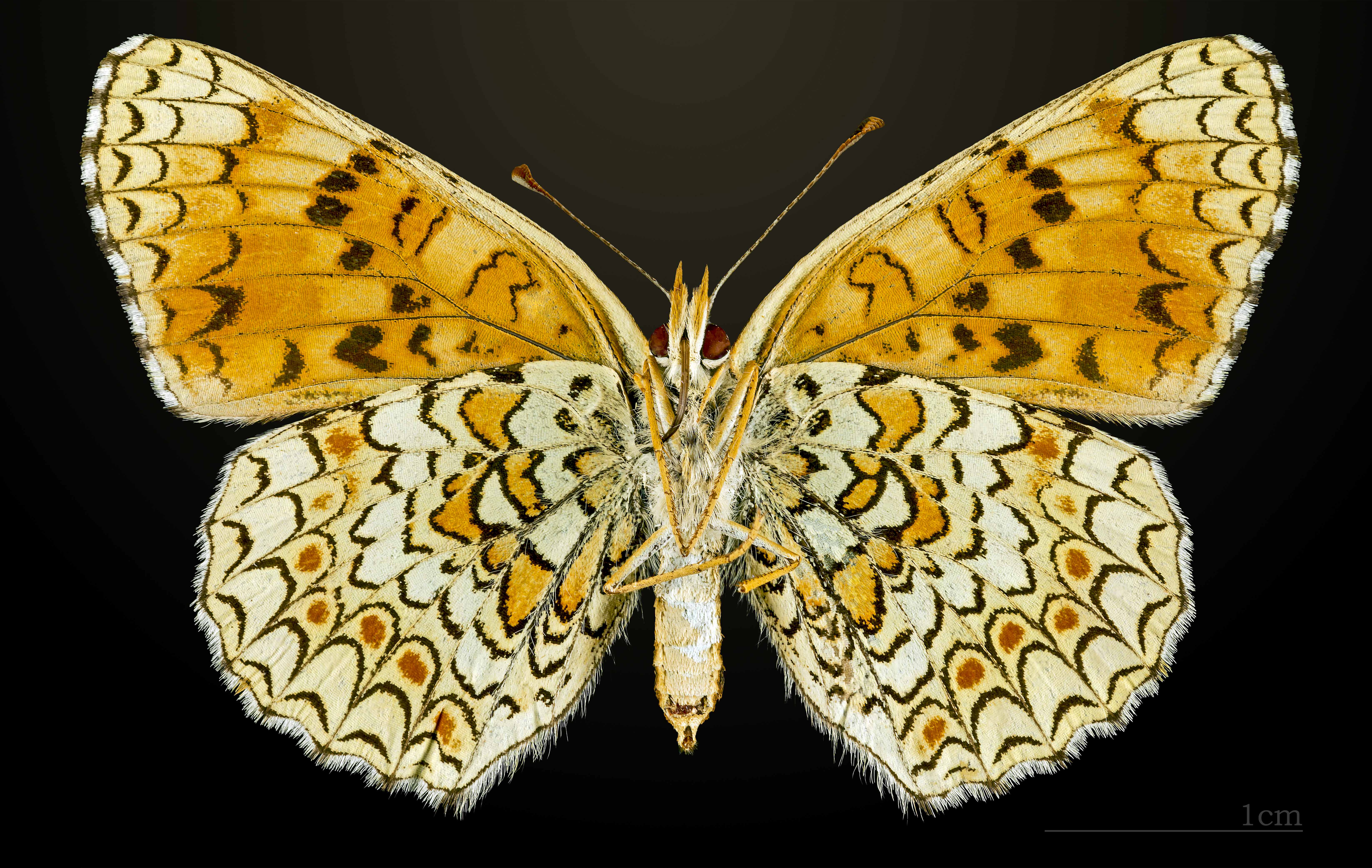
♀ △

## Кормовые растения
Гусеницы питаются листьями подорожника (Plantago) и василька (Centaurea).

## Подвиды
- Melitaea phoebe phoebe (Denis et Schiffermüller, 1775)
- Melitaea phoebe saturata Staudinger, 1892